# Campionat del Món de motocròs 1965
La temporada de 1965 del Campionat del Món de motocròs fou la 9a edició d'aquest campionat, organitzat per la FIM. El calendari oficial constava de 13 Grans Premis, celebrats entre el 4 d'abril i el 8 d'agost.

## Sistema de puntuació
Barem de puntuació de 1952 a 1969:
| Posició | 1 | 2 | 3 | 4 | 5 | 6 |
| Punts   | 8 | 6 | 4 | 3 | 2 | 1 |

| Resultats que computen                         |
| 1/2 + 1 dels GP (cal acabar-hi les 2 mànegues) |

## 500 cc

### Classificació final

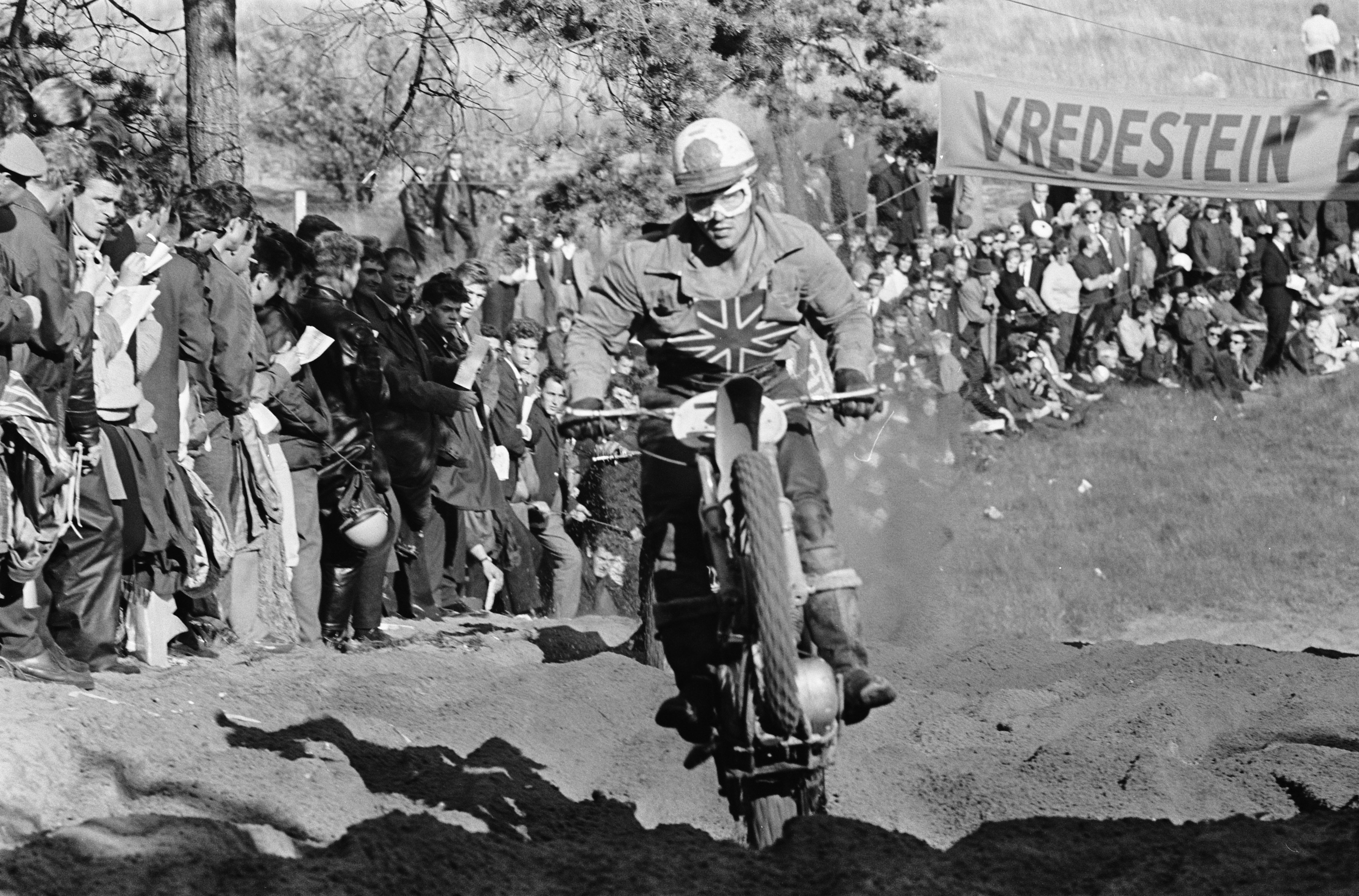
Jeff Smith al GP dels Països Baixos de 500cc, disputat a Bergharen el 25 de juliol

Font:
| Posició | Pilot            | Motocicleta       | Punts          |
| ------- | ---------------- | ----------------- | -------------- |
| 1       | Jeff Smith       | BSA               | 54 net/57 brut |
| 2       | Paul Friedrichs  | ČZ                | 36 net/36 brut |
| 3       | Rolf Tibblin     | ČZ                | 32 net/32 brut |
| 3       | Vic Eastwood     | BSA               | 32 net/36 brut |
| 5       | Sten Lundin      | Matchless-Métisse | 27             |
| 6       | Per Olaf Persson | Hedlund           | 13             |
| 7       | Arthur Lampkin   | BSA               | 11             |
| 8       | Jerry Scott      | BSA               | 10             |
| 8       | Gunnar Johansson | AMC-Métisse       | 10             |
| 10      | Chris Horsfield  | Matchless         | 8              |
| 10      | Josef Hrebecek   | ČZ                | 8              |
| 10      | Ígor Grigóriev   | ČZ/ESO            | 8              |
| 10      | Ove Lundell      | Hedlund/Husqvarna | 8              |

## 250 cc

### Classificació final
Font:

| Posició | Pilot           | Motocicleta | Punts          |
| ------- | --------------- | ----------- | -------------- |
| 1       | Víktor Arbékov  | ČZ          | 52 net/55 brut |
| 2       | Joël Robert     | ČZ          | 48 net/48 brut |
| 3       | Dave Bickers    | Greeves     | 42 net/52 brut |
| 4       | Torsten Hallman | Husqvarna   | 35 net/35 brut |
| 5       | Åke Jonsson     | Husqvarna   | 30 net/37 brut |
| 6       | Vlastimil Valek | Jawa        | 28             |
| 7       | Gunnar Draougs  | ČZ          | 25             |
| 8       | Karel Pilar     | ČZ          | 15             |
| 9       | Don Rickman     | Bultaco     | 8              |
| 9       | Ígor Grigóriev  | ČZ          | 8              |
| 9       | Paul Friedrichs | ČZ          | 8              |
| 12      | Fritz Selling   | Greeves     | 7              |

Notes
1. ↑  26 segons altres fonts
2. ↑  14 segons altres fonts
3. ↑  D'altres fonts documenten com a novè, desè i onzè classificat a Friedrichs, Rickman i Grigoriev respectivament, tots tres amb 8 punts.

## Resum: Podi final 1965
|           | 500 cc          | 500 cc | 250 cc         | 250 cc  |
| Campió    | Jeff Smith      | BSA    | Víktor Arbékov | ČZ      |
| Subcampió | Paul Friedrichs | ČZ     | Joël Robert    | ČZ      |
| Tercer    | Rolf Tibblin    | ČZ     | Dave Bickers   | Greeves |